# لاري ستيل
لاري ستيل (بالإنجليزية: Larry Steele)‏ مواليد 5 مايو 1949 في غرينكاسل، هو مدرب كرة سلة أمريكي ولاعب سابق. بدأ مسيرته الاحترافية في سنة 1971. تم اختياره من قبل فريق بورتلاند ترايل بلايزرز خلال الدرافت. حمل الرقم 15. يبلغ طوله 6 قدم 5 بوصة (2.0 م). اعتزل اللعب في 1980. فاز بلقب دوري إن بي إيه.

## روابط خارجية
- لاري ستيل على موقع إن بي أي (الإنجليزية)
- لاري ستيل على موقع سبورتس رفرنس (الإنجليزية)
- لاري ستيل على موقع كلية كرة السلة في سبورتس رفرنس.كوم (الإنجليزية)
- لاري ستيل على موقع ريلجم (الإنجليزية)
- لاري ستيل على موقع بروبوليرز (الإنجليزية)
- لاري ستيل على موقع كلية كرة السلة في سبورتس رفرنس.كوم (الإنجليزية)